# 藤原広就
藤原 広就（ふじわら ひろなり）は、戦国時代の武将。厳島神主家の当主。友田興藤の弟。厳島神主家は広就の代で滅亡した。

## 生涯

### 神主職継承
大永4年（1524）10月、居城の桜尾城を攻められていた広就の兄・友田興藤が、大内氏との講和に応じた。これにより興藤が神主職を引退し、興藤の兄の子・藤太郎が神主となった。しかし享禄元年（1528年）8月頃に藤太郎が病没したため、興藤によって広就が新たな神主として擁立された。8月20日、大内氏重臣・陶興房の取り成しで、帰国直前の大内義興と対面した。
享禄元年（1528年）12月24日、平良庄鵼原（にえはら）名および講丸の内堂垣内下三反を大願寺に安堵している。これらの地は、以前兄興藤が厳島社や速田社の造営の為に、同寺に預け置き、あるいは寄進したものだった。厳島社の神官・野坂房顕は、当時は興藤が厳島神社領を思うままに治めていたと「覚書」に記している。
享禄元年（1528年）12月20日、周防国山口では大内義興が死去し、義隆が跡を継いだ。広就は陶興房からの要請を受け、代替わりの挨拶の為に山口へ下向。享禄3年（1530年）12月13日に厳島を出発し、同月28日に桜尾城に帰城した。

### 桜尾城落城
天文10年（1541年）1月12日、広就の兄・興藤は大内氏に叛旗を翻し、村上三氏（能島・来島・因島）の水軍を呼び寄せて厳島を占拠した。広就もこれに同調したとみられる。しかし1月15日、村上水軍は黒川隆尚率いる大内水軍に厳島神社鳥居沖の海戦で敗れ、厳島は奪回されてしまう。
広就は興藤とともに、桜尾城に籠城した。陸路から迫る大内軍に対し、3月9日の藤懸尾での合戦で桑原与四郎らが活躍し、広就は彼の戦功を賞している。19日にも藤懸尾で合戦があり、大内氏重臣・内藤興盛の次男、正朝を討ち取るなど、大内軍に少なくない損害を与えた。
それでも3月23日、大内義隆率いる大内軍本隊が七尾に陣を移し、桜尾城は包囲される。4月5日夜半、神領衆の羽仁氏、野坂氏、熊野氏らが桜尾城を退去。興藤はただ一人城に火をかけて切腹した。

### 神主家滅亡
広就は栗栖氏に伴われて桜尾城を脱出。五日市城に落ち延び、城内より降ろされた綱をつたって入城した。しかし6日には五日市城も大内軍に包囲されたため、8日に城主・宍戸弥七郎によって切腹させられた。強弓使いであった広就は、最期に大内軍の陣地に矢を3本放った後、弓を切り折り、腹を切ったという。
首は弘中隆兼に渡され、9日に七尾の陣で大内義隆や飯田興秀らによる首実検が行われた。同日、桜尾城にて大内軍は勝ち鬨を上げた。ここに安芸国佐西郡の支配者としての厳島神主家は滅亡した。